# 1289
| [ Edytuj tabelę ]                          |                                                                                    |
| Książę Małopolski                          | - 1288 Henryk IV Prawy 1290                                                        |
| Książę Wielkopolski                        | - 1273 Przemysł II 1296                                                            |
| Król Albanii                               | - 1285 Karol II 1301                                                               |
| Współksiążęta Andory                       | - 1278 Pere d'Urg 1293 - 1278 Roger Bernard I 1302                                 |
| Król Angkoru                               | - 1244 Dżajawarman VIII 1295                                                       |
| Król Anglii                                | - 1272 Edward I 1307                                                               |
| Król Aragonii i Walencji, hrabia Barcelony | - 1285 Alfons III Liberalny 1291                                                   |
| Margrabia Brandenburgii                    | - 1267 Konrad 1304 - 1267 Otto IV 1308                                             |
| Książę Burgundii                           | - 1272 Robert II 1306                                                              |
| Książę Dolnej Bawarii                      | - 1253 Henryk XIII 1290                                                            |
| Książę Górnej Bawarii                      | - 1253 Ludwik II 1294                                                              |
| Cesarz Bizancjum                           | - 1282 Andronik II Paleolog 1328                                                   |
| Car Bułgarii                               | - 1280 Jerzy I Terter 1292                                                         |
| Cesarz Chin                                | - 1279 Kubilaj-chan 1294                                                           |
| Król Cypru                                 | - 1285 Henryk II 1306                                                              |
| Król Czech                                 | - 1278 Wacław II 1305                                                              |
| Król Danii                                 | - 1286 Eryk Menved 1319                                                            |
| Władca Egiptu                              | - 1279 Kalawun 1290                                                                |
| Cesarz Etiopii                             | - 1285 Jagbya Tsyjon 1294                                                          |
| Król Francji                               | - 1285 Filip IV Piękny 1314                                                        |
| Król Gruzji                                | - 1271 Dymitr II Ofiarny 1289 - 1289 Wachtang II 1292                              |
| Hrabia Holandii                            | - 1256 Floris V 1296                                                               |
| Cesarz Japonii                             | - 1287 Fushimi 1298                                                                |
| Kalif                                      | - 1262 Al-Hakim bi-Amr Allah 1302                                                  |
| Król Kastylii i Leónu                      | - 1284 Sancho IV Odważny 1295                                                      |
| Patriarcha Konstantynopola                 | - 1275 Jan XI Bekkos 1289 - 1283 Grzegorz II Cypryjczyk 1289 - 1289 Atanazy I 1293 |
| Władca Korei                               | - 1274 Ch’ungnyŏl 1308                                                             |
| Wielki książę litewski                     | - 1285 Butygejd 1291                                                               |
| Sułtan Maroka                              | - 1286 Abu Jakub Jusuf 1307                                                        |
| Książę Mediolanu                           | - 1287 Matteo I Wielki 1302                                                        |
| Książę Moskwy                              | - 1283 Daniel Aleksandrowicz 1303                                                  |
| Król Nawarry                               | - 1284 Filip I 1305                                                                |
| Król Norwegii                              | - 1280 Eryk II Wróg Księży 1299                                                    |
| Hrabia Palatynatu                          | - 1253 Ludwik II Bawarski 1294                                                     |
| Papież                                     | - 1288 Mikołaj IV 1292                                                             |
| Król Portugalii                            | - 1279 Dionizy I 1325                                                              |
| Sułtan Rumu                                | - 1284 Masud II 1293                                                               |
| Książę Rusi halickiej                      | - 1270 Lew I 1300                                                                  |
| Cesarz Rzymski (niemiecki)                 | - 1273 Rudolf I Habsburg 1291                                                      |
| Książę Saksonii                            | - 1260 Albrecht II 1298                                                            |
| Król Serbii                                | - 1282 Stefan Urosz II 1321                                                        |
| Król Singasari                             | - 1268 Kertanagara 1292                                                            |
| Król Szkocji                               | - 1286 Małgorzata 1290                                                             |
| Król Szwecji                               | - 1275 Magnus I Birgersson Ladulås 1290                                            |
| Doża Wenecji                               | - 1280 Giovanni Dandolo 1289 - 1289 Pietro Gradenigo 1311                          |
| Król Węgier                                | - 1272 Władysław IV Kumańczyk 1290                                                 |
| Wielki mistrz zakonu krzyżackiego          | - 1283 Burkhard von Schwanden 1290                                                 |

Rok 1289 / MCCLXXXIX
stulecia: XII wiek ~
XIII wiek ~
XIV wiek

lata: 1279 «
1284 «
1285 «
1286 «
1287 «
1288 «
1289
» 1290
» 1291
» 1292
» 1293
» 1294
» 1299

## Wydarzenia w Polsce
- 10 stycznia – książę bytomski Kazimierz złożył w Pradze hołd lenny królowi Czech Wacławowi II.
- 26 lutego – zwycięstwo koalicji mazowiecko-kujawskiej Bolesława II i Władysława Łokietka nad siłami księcia wrocławskiego Henryka IV Probusa w bitwie pod Siewierzem.

- Zwycięstwo Łokietka pod Skałą i Siewierzem nad Henrykiem IV Probusem. Sprzymierzone z Łokietkiem drużyny ruskie Lwa halickiego wtargnęły głęboko na zachód. Sandomierza Henryk Probus nie zdołał utrzymać, ale zajął Kraków. Zawdzięczał to mieszczanom, którzy nocą, tajemnie otwarli mu bramy. Wkraczające oddziały Henryka omal nie pochwyciły wtedy samego Łokietka, który właśnie z kilku żołnierzami sprawdzał warty. Ocalili Władysława krakowscy franciszkanie. Przebrali go i cichaczem po sznurze spuścili z muru.

## Wydarzenia na świecie
- 11 czerwca – zwycięstwo gwelfów nad gibelinami w bitwie pod Campaldino, w której po stronie zwycięzców brał udział poeta Dante Alighieri.

- Zdobycie Trypolisu przez Turków.

## Urodzili się
- 4 października – Ludwik X Kłótliwy, król Francji (zm. 1316).
- 6 października
  - Agnieszka Przemyślidka, czeska królewna (zm. 1296)
  - Wacław III, król Węgier, Czech i Polski (zm. 1306).

## Zmarli
- 16 stycznia – Buka, wezyr ilchana Arguna (ur. ?)
- 26 lutego – Przemko ścinawski, książę żagański i ścinawski (ur. między 1265 a 1271)
- 12 marca – Dymitr II, król Gruzji (ur. ok. 1259)
- 19 marca – Jan z Parmy, włoski franciszkanin, generał zakonu, błogosławiony katolicki (ur. ok. 1208)
- 29 maja – Jan III, książę Meklemburgii (ur. 1266/1272)